# Тэрнстрём, Кристофер
Кристофер Тэрнстрём (швед. Christoffer Tärnström; 20 мая 1711[…], Уппсала — 4 декабря 1746 или 1 декабря 1746, Кондао, Хошимин) — шведский ботаник и священник, первый «апостол Линнея».

## Биография
Кристофер Тэрнстрём родился в провинции Уппланд 20 мая 1711 года. Кристофер Тэрнстрём учился в Уппсальском университете, где он изучал теологию. Его учителем был выдающийся шведский учёный Карл Линней. 
По рекомендации Карла Линнея он получил должность капеллана на корабле Шведской Ост-Индской компании. Кристофер Тэрнстрём скончался от тропической лихорадки на острове Пуло-Кондор (сейчас — Вьетнам) 4 декабря 1746 года. Известно, что вдова Тэрнстрёма обвинила Линнея в том, что именно по его вине её дети будут расти сиротами. Линней после этого стал отправлять в экспедиции только тех своих учеников, которые были не женаты.

## Публикации
- En resa mellan Europa och Sydostasien år 1746 (A Passage between Europe and East Asia in the year 1746)[6].

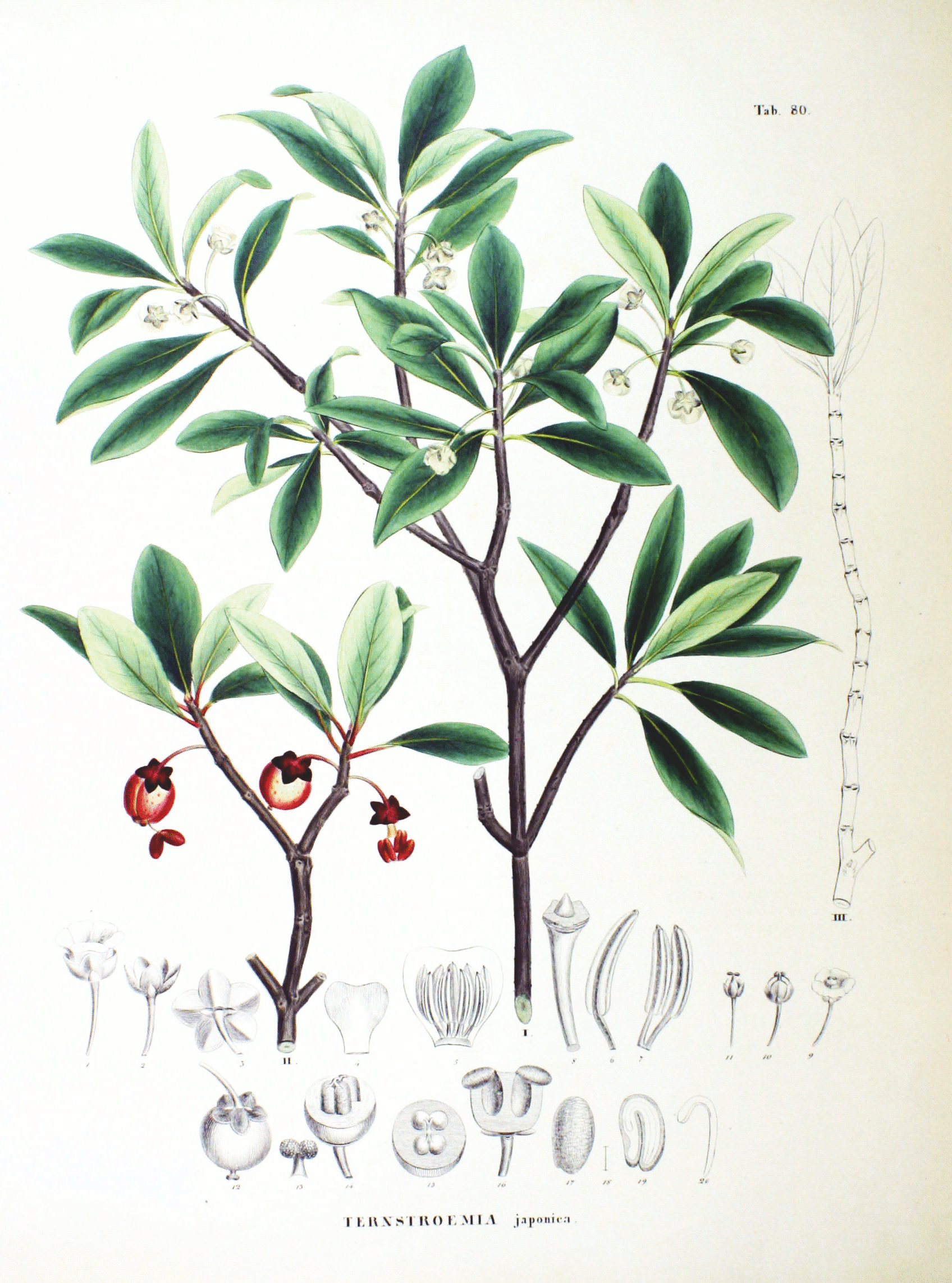
Ternstroemia gymnanthera (syn. Ternstroemia japonica)

## Почести
В честь Кристофера Тэрнстрёма назван род растений Ternstroemia Mutis ex L.f. из семейства Pentaphylacaceae.